# Khenchela
Khenchela (arabisk: خنشلة; berbisk: ⵅⴻⵏⵛⵍⴰ; tidligere Mascula) er en by i det nordøstlige Algeriet med et indbyggertal på 108.580 (2008) indbyggere. Byen er hovedstad i en provins af samme navn og ligger i bjergkæden Aurès, ca. 1.200 meter over havets overflade.